# 森本麻里子
森本 麻里子（もりもと まりこ、英: Mariko Morimoto、1995年3月17日 - ）は、日本の陸上競技選手及び元ボブスレー選手。陸上競技での専門は三段跳。

## 経歴・人物
大阪府枚方市出身。枚方市立枚方中学校→太成学院大学高等学校→日本女子体育大学。
ジュニア時代に地元の「ひらかたキングフィッシャーズスポーツクラブ」に入会し、陸上競技に取り組む。ジュニア年代から跳躍種目を選択して各種大会に出場。太成学院大学高等学校3年の時には「平成24年度全国高等学校総合体育大会 / 第65回全国高等学校総合体育大会陸上競技大会」（新潟県・新潟スタジアム）に出場、走幅跳で6mを跳び2位入賞を果たしている。
日本女子体育大学進学後に三段跳のみに専心するようになり、大学3年次の2015年「第84回日本学生陸上競技対校選手権大会」（大阪市・長居陸上競技場）で12m58を跳んで2位入賞を果たしている。
大学卒業後は内田建設に入社し、同社が設立した「内田建設アスリートクラブ」の所属選手として競技活動を続行。またボブスレー選手としても活動し、2019年にはリレハンメル（ノルウェー）での国際大会に出場するなど、冬季オリンピック出場にも意欲を見せた。
「日本陸上競技選手権大会」女子三段跳では2019年より5年連続優勝中であり、特に2023年の「第107回日本陸上競技選手権大会」（長居陸上競技場）では、花岡麻帆が1999年に記録した14m04を24年ぶりに更新する14m16の日本新記録を5回目の試技で樹立した。なおこの記録更新により、女子の公認種目における日本記録は全種目が21世紀に樹立されたものとなった。
日本選手権の後に日本代表として出場した2023年7月の「2023年アジア陸上競技選手権大会」（タイ王国・バンコク / スパチャラサイ国立競技場）では、最終跳躍で14m06を跳び、大会初出場初優勝を飾った。
2024年パリオリンピックの陸上競技では、オリンピックの女子三段跳び種目に日本選手として初めて出場、予選では13m40cmの記録で全体の28位となり決勝には進めなかった。